# کافه‌تریا

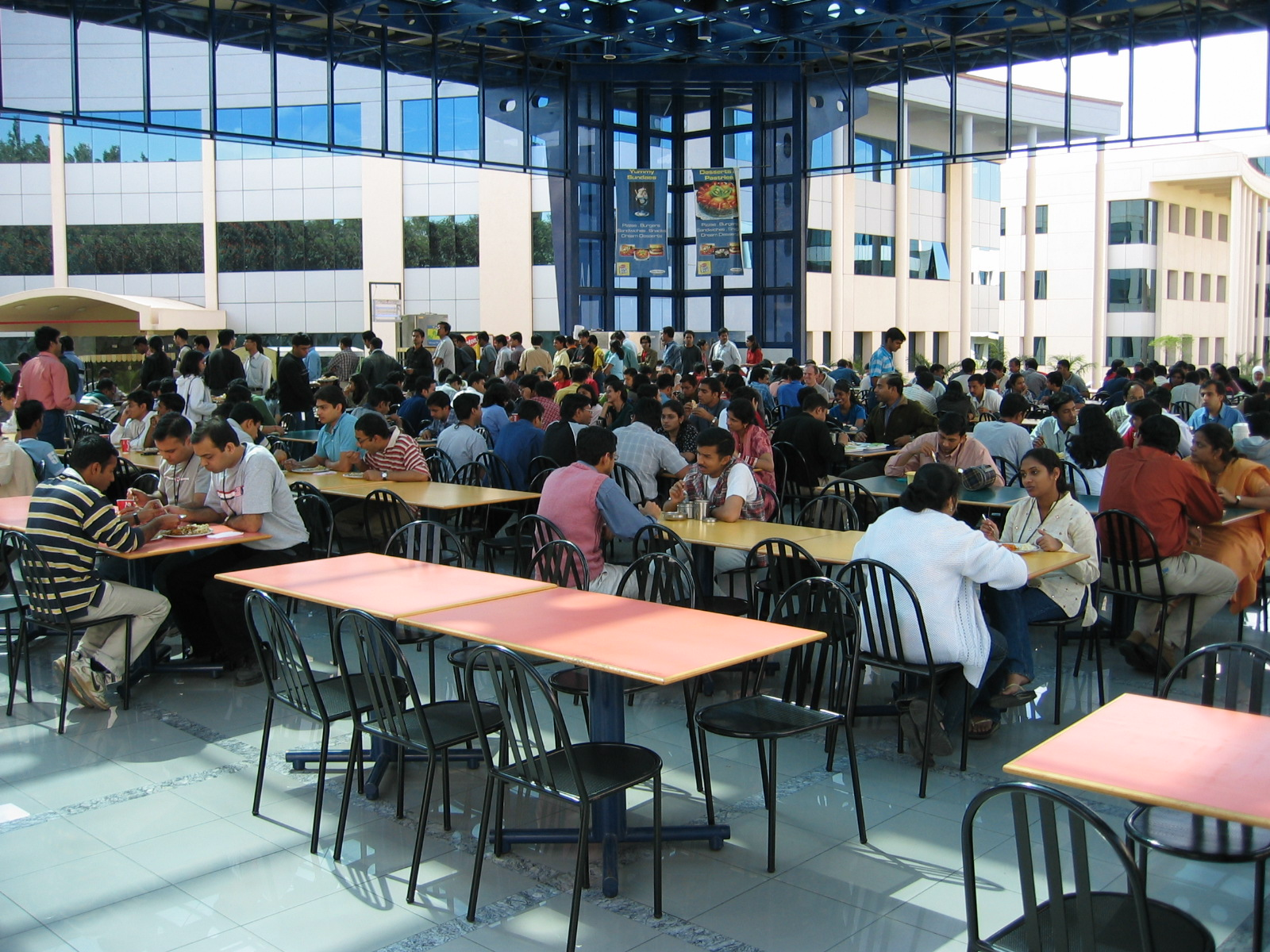
کافه‌تریا یک دفتر شرکتی در بنگلور، هند، دسامبر ۲۰۰۳.

کافه‌تِریا یا چای‌خانه مکانی برای ارائهٔ غذاست که در آن خدمات‌رسانی به مشتری بر رویِ میزِ وی انجام نمی‌شود. مکان‌هایی همچون: رستوران‌های سلف سرویس یا ساختمان‌های نهادهای اداریِ بزرگ یا غذاخوریِ مدرسه‌ها کافه‌تریا دارند. کافه‌تریا با قهوه‌خانه متفاوت است.
در این گونه خدمات‌رسانی، به‌جایِ رساندنِ غذا به مشتری بر رویِ میزِ وی، غذا گرفتن با ایستادن در یک یا چند صف انجام می‌شود. مشتریان، غذای دلخواهِ خود را در یک سینی قرار می‌دهند و پس از پُر کردنِ آن، برای خوردنِ غذا به سوی میزِ خود می‌روند. این روش در مدرسه‌ها، کالج‌ها، دانشگاه‌ها، خوابگاه‌ها، بیمارستان‌ها، موزه‌ها، پادگان‌ها و زندان‌ها اجرا می‌شود.